# Ирена Казазић
Ирена Казазић (словен. Irena Kazazić; Београд, 1972) словеначка је сликарка и писац српског порекла.

## Образовање и каријера
Дипломирала је 2003. године Факултет ликовних уметности (артхаус Младен Јернејец) у Љубљани, Словенија. Своју сликарску каријеру почиње сликањем људских ногу унутар ципела. Слике са ногама насликала је веома реалистично. Детаљи који су видљиви су чарапе и рукавице које су нагнуте испред ципела. Алати за стварање њене уметности су интимност и приче. Лична иконографија изгледа као њен дневник исписан по зидовима. Њен уметнички правац је инспирисан поп-артом 1980-их.
Њени радови су такође изложени на утицајном словеначком веб-сајту намењеном уметности SloART.

## Изложбе
Ирена Казазић је била присутна на неколико уметничких изложби у Европи и САД.

### Независне изложбе
- 1996 – Галерија уметности „Coffe-Berač“ у Љубљани
- 2006 – Кратке приче - Галерија Хест 35 у Љубљани
- 2010 – Бар „Conestoga“ у Љубљани[4]

### Изложбе са другим уметницима
- 1990 – Уметничко удружење „Галерија Лас Вегаса“ у Лас Вегасу[2]
- 1999 – Галерија Водњан у Пули
- 2000 – Галерија „Изложба“ у Љубљани
- 2001 – Галерија „Драма“ у Љубљани
- 2003 – Галерија „Kud Studenec” у Домжалу
- 2004 – Галерија „France Prešeren“ у Љубљани
- 2005 – „Pallazzo Cappello Venezia“ у Сент Елени, Венеција[2]
- 2006 – Галерија уметничког удружења „Ла Хабра“ Bluebird art house у Лос Анђелесу[2]
- 2006 – Галерија уметничког друштва Марибор у Марибору
- 2006 – Галерија „Хест“ у Љубљани[5]
- 2007 – „MCK“ у Медводи[6]
- 2007 – „ROG“ у Љубљани[7]
- 2007 – Галерија савремене уметности у Љубљани[8]
- 2009 – Галерија „Пунгерт“ у Крању[9]
- 2010 – Студио 8, Галерија „Тукадмунга“ у Љубљани[10]